# Hrvatski predsjednički izbori 1997.
Predsjednički izbori 1997. su drugi izbori za predsjednika Republike od neovisnosti Republike Hrvatske. Održani su 15. lipnja 1997. godine. Do danas na ovim izborima natjecao se najmanji broj kandidata, njih trojica. Na izbore je izašlo 54,62% glasača s pravom glasa što je puno manje od prvih izbora 1992. godine kada je na birališta izašlo 74,90% glasača s pravom glasa.
Na izborima je svoj drugi mandat osvojio Franjo Tuđman, pobijedivši u prvom krugu Zdravka Tomca i Vladimira Gotovca. Tuđman je osvojio 61,41% glasova, ukupno 40,4 postotnih bodova više od drugoplasiranog Zdravka Tomaca, što predstavlja najveću razliku u postotku između bilo koja dva kandidata od hrvatske nezavisnosti. 
Dobroslav Paraga, predsjednik stranke HSP 1861 prilikom sakupljanja potpisa za kandidaturu za predsjednika Republike Hrvatske sakupio je 8.462 potpisa od potrebnih 10.000.
Inače, predsjedničku kampanju, u koju je predsjednik Tuđman ušao kao favorit, obilježio je fizički napad na Vladu Gotovca kada ga je u Puli s leđa napao časnik Hrvatske vojske u vojnoj odori. 
Franjo Tuđman položio je prisegu za drugi petogodišnji mandat na Trgu svetog Marka u Zagrebu, 5. kolovoza 1997. godine, a na funkciji predsjednika Republike Hrvatske ostao je do svoje smrti 10. prosinca 1999. godine. 
Od trenutka smrti predsjednika Franje Tuđmana do izbora novog predsjednika RH, prema članku 97. Ustava RH iz 1990. godine, dužnost privremenog predsjednika preuzeo je predsjednik Hrvatskog sabora Vlatko Pavletić (10. prosinac 1999. – 2. veljače 2000. godine), a nakon pobjede na parlamentarnim izborima 3. siječnja 2000. godine koalicije SDP, HSLS, HSS, HNS, LS i IDS, Zlatko Tomčić (2. veljače  - 18. veljače 2000. godine).
24. siječnja 2000. godine održani su izvanredni treći predsjednički izbori.

## Rezultati
- Ukupan broj birača: 4.061.479
- Broj birača koji su se odazvali na izbore: 2.218.448 (54,62%)
- Broj nevažećih listića: 39.656 (1,79%)

Kandidati: 
1. Franjo Tuđman (Hrvatska demokratska zajednica - HDZ) - pobjednik - 1.337.990 - 61,41%
2. Zdravko Tomac (Socijaldemokratska partija Hrvatske - SDP) - 458.172 - 21,03%
3. Vladimir Gotovac (Hrvatska socijalno liberalna stranka - HSLS) - 382.630 - 17,56%